# Sondre Langås
Sondre Langås, né le 2 février 2001 à Namsos en Norvège, est un footballeur international norvégien qui évolue au poste de défenseur central à Derby County.

## Biographie

### En club
Né à Namsos en Norvège, Sondre Langås commence le football avec le club local du Namsos IL avant de rejoindre le Ranheim Fotball.
Langås joue son premier match en professionnel le 17 août 2020, lors d'une rencontre de championnat face au Sogndal Fotball. Il entre en jeu à la place de Øyvind Alseth (en) et son équipe s'incline par quatre buts à zéro.
Le 24 juillet 2023, Sondre Langås rejoint le Viking FK. Il signe un contrat courant jusqu'en décembre 2027.
Langås marque son premier but pour Viking le 16 septembre 2023, à l'occasion d'une rencontre de championnat face au FK Haugesund. Titulaire, il ouvre le score de la tête sur un service de Zlatko Tripić (en) et participe à la victoire de son équipe par deux buts à zéro,.
Le 1er février 2025, Sondre Langås rejoint l'Angleterre pour signer en faveur de Derby County pour un contrat courant jusqu'en juin 2029,.

### En sélection
En septembre 2024, Sondre Langås est convoqué pour la première fois avec l'équipe nationale de Norvège par le sélectionneur Ståle Solbakken. Il renforce l'équipe notamment en raison du forfait sur blessure de Kristoffer Ajer.